# Ormeniș
Ormeniș (Hongaars: Ürmös) is een Roemeense gemeente in het district Brașov.
Ormeniș telde in 2011 1936 inwoners waarvan 43,3% Roma, 39,3% Hongaren en 17,3% Roemenen waren.
Van oorsprong was het dorp een in meerderheid Hongaarse gemeenschap. Sinds enkele jaren neemt het aantal Roma echter sterk toe.
Tot 2004 hoorde ook het Roemeenstalige dorp Augustin tot de gemeente, dit dorp werd echter vanaf dan een onafhankelijke gemeente.
De meeste Hongaren in het dorp behoren tot de Hongaarse Unitarische Kerk. In het dorp staan verder een Roemeens-orthodoxe kerk en een rooms-katholieke kapel.
De burgemeester van de gemeente is een Hongaar: János Gergély van de Democratische Unie van Hongaren in Roemenië.